# Forronerão Ao Vivo: Gaúcho da Fronteira & Brasas do Forró
Forronerão Ao Vivo: Gaúcho da Fronteira & Brasas do Forró é um álbum ao vivo do cantor de música nativista Gaúcho da Fronteira e da banda de forró eletrônico Brasas do Forró, lançado pela gravadora Warner Music no ano de 1999. O disco reúne 14 faixas, incluindo a canção-título "Forronerão", que, de forma descontraída, aborda a fusão de dois gêneros regionais — o forró e o vanerão — unidos pela presença marcante da sanfona como instrumento central.

## Faixas
| N.º            | Título                           | Compositor(es)                           | Duração |  |
| 1.             | "O calorão"                      | Gaúcho da Fronteira; Jaime Ribeiro       | 2:54    |  |
| 2.             | "Na minha terra tem quem queira" | Gaúcho da Fronteira; José Carlos Junquer | 2:48    |  |
| 3.             | "Forronerão"                     | Gaúcho da Fronteira; João Guerreiro      | 2:30    |  |
| 4.             | "Tão pedindo um vanerão"         | Bruno Neker                              | 3:51    |  |
| 5.             | "Bagual barbaridade"             | Gaúcho da Fronteira; José Melo           | 3:28    |  |
| 6.             | "Parei, provei, gostei"          | Gaúcho da Fronteira                      | 2:46    |  |
| 7.             | "Na cambuca da Maruca"           | Paulista; Vaine Darde                    | 3:33    |  |
| 8.             | "Baile das calças curtas"        | Gaúcho da Fronteira                      | 3:15    |  |
| 9.             | "Mensagem do sul"                | Gaúcho da Fronteira                      | 2:33    |  |
| 10.            | "Bica d'água"                    | João Gonçalves; Luiz Carlos Felix        | 2:35    |  |
| 11.            | "Sonhando com ela"               | Gaúcho da Fronteira; Milongueiro         | 2:34    |  |
| 12.            | "Ainda morro disso"              | Gaúcho da Fronteira                      | 2:31    |  |
| 13.            | "Manera Sebastião"               | Gaúcho da Fronteira; Sidnei Santos       | 2:40    |  |
| 14.            | "João Tatu"                      | Gaúcho da Fronteira; Tio Nanato          | 3:06    |  |
| Duração total: | Duração total:                   | Duração total:                           | 41:04   |  |